# 碁所
碁所，亦作圍棋所，日本江戶時代官職，全日本棋士總轄、主管御城碁，下轄於寺社奉行，五十石俸祿、二十人扶持，為日本當代圍棋最高地位象徵，由於只有象徵最高棋力的名人可以擔任碁所，所以通常都將詞連用為名人碁所。將棋界亦有類似官職將棋所下轄於寺社奉行，由於棋可代表圍棋或將棋，而碁字則專指圍棋，因此應用碁字而非棋字。

## 歷史
碁所的來源可追溯至1588年豐臣秀吉賜予當時全國第一高手日海朱印、俸祿二十石、十人扶持，並命日海制定圍棋相關規定與制度，位列眾棋士領頭，為碁所之開端。1612年德川家康授予當代圍棋、將棋高手俸祿，並制定制度使圍棋、將棋職業化，並設立碁將棋所統轄相關事宜。同年碁將棋所拆分為碁所與將棋所，而算砂把將棋所讓予初代大橋宗桂
但亦有研究指出此並非碁所、將棋所，認為應只是眾棋士領頭，尚未成為官職；1623年算砂去世，中村道碩繼任為名人，並亦繼承了眾棋士領頭資格；1630年道碩去世，沒有繼任的名人。至1644年多年名人空缺，在將軍德川家光安排下，舉辦名為「碁所詮議」的會議，召見三家家督，決定新的名人，為正史上首次記載碁所的紀錄；之後舉辦首次為了爭奪名人碁所的爭，由本因坊算悅與安井算知進行，但雙方實力相當而無結果。
1662年確立由寺社奉行下轄碁所掌管棋界事宜，無碁所則由寺社奉行管理，碁所成為正式的官職；由官方認可的棋四家家督推舉出代表當代第一的名人以勝任碁所，各種文書、段位證書均以碁所之名發行。1668年安井算知受官方任命為正史記載中的第一任碁所，不過碁所證書則到算知下一任碁所道策時才出現。此制度一路使用至江戶幕府垮台，家元世襲制度崩壞後才廢止，總共有六位棋士繼任此職位。
此外，由於德川家康較喜歡圍棋，所以最初將圍棋棋士席次列在將棋棋士上位；之後沿用，碁所地位因此較將棋所高，而在1737年引發將棋名人三代伊藤宗看不滿而造成碁將棋名順訴訟事件，但最終仍以圍棋為上位。

## 歷代碁所
- 安井算知（1668年─1676年）
- 本因坊道策（1678年─1702年）
- 井上道節因碩（1710年─1719年）
- 本因坊道知（1721年─1727年）
- 本因坊察元（1770年─1788年）
- 本因坊丈和（1831年─1839年）

## 相關連結
- 名人
- 將棋所（日语：将棋所）